# ミコラ・マトヴィエンコ
ムィコラ・オレクサンドローヴィチ・マトヴィエンコ（ウクライナ語: Микола Олександрович Матвієнко, 英語: Mykola Oleksandrovych Matviyenko、1996年5月2日 - ）は、ウクライナ・サーキ出身のサッカー選手。ウクライナ代表。FCシャフタール・ドネツク所属。ポジションはディフェンダー。

## クラブ歴
FCシャフタール・ドネツクの下部組織出身で2013年に初めての契約を締結、2015年夏にトップチームに昇格した。同年10月3日にトップチーム初出場。2017年にはFCカルパティ・リヴィウ、FCヴォルスクラ・ポルタヴァに期限付き移籍した。

## 代表歴
アンダー代表としてはUEFA U-19欧州選手権2015に出場した。
A代表初出場は2017年3月24日に行われた2018 FIFAワールドカップ・ヨーロッパ予選グループIのクロアチア代表戦であった。

## 家族
兄のドミトロ・マトヴィエンコもサッカー選手。